# Retla raba
Retla raba är en mosse i landskapet Järvamaa i centrala Estland. Den ligger vid byn Kabala i Türi kommun, 90 km sydost om huvudstaden Tallinn. Mossen ligger 65 meter över havet och avvattnas av vattendragen Räpu jõgi och Arussaare jõgi som båda är biflöden till Navesti jõgi och ingår i Pärnus avrinningsområde.
Trakten ingår i den hemiboreala klimatzonen. Årsmedeltemperaturen i trakten är 2 °C. Den varmaste månaden är juli, då medeltemperaturen är 18 °C, och den kallaste är februari, med −11 °C.